# ليف إنكيست
ليف إنكيست (بالسويدية: Leif Engqvist)‏ (مواليد 30 يوليو 1962) هو لاعب كرة قدم. يلعب مع منتخب السويد لكرة القدم. سبق له أن لعب في كأس العالم لكرة القدم مع منتخب بلاده.

## روابط خارجية
- ليف إنكيست على موقع الاتحاد الدولي (مؤرشف)  (الإنجليزية)
- ليف إنكيست على موقع قاعدة بيانات كرة القدم.إي يو (الإنجليزية)
- ليف إنكيست على موقع ناشيونال فوتبول تيمز (الإنجليزية)
- ليف إنكيست على موقع Soccerway.com (الإنجليزية)
- ليف إنكيست على موقع عالم كرة القدم.نت (الإنجليزية)
- ليف إنكيست على موقع أوليمبيديا (الإنجليزية)
- ليف إنكيست على موقع اللجنة الأولمبية السويدية (السويدية)